# 多分圖
在數學的分支圖論中，一個 k-分圖是一個图，其點集被分成 k 部分，各部分各自形成独立集。換句话說，可以把圖的所有點著色，使得相鄰的點著不同色且總共用了k 個顏色。k = 2 的情況被稱作二分圖，而 k = 3 的情況被稱作三分圖。
| K2,2,2                       | K3,3,3                             | K2,2,2,2                       |
| ---------------------------- | ---------------------------------- | ------------------------------ |
| 由正八面體的頂點和邊組成的圖 | 由複廣義正八面體的頂點和邊組成的圖 | 由正十六胞體的頂點和邊組成的圖 |

事實上，辨別一個圖是二分圖只需要多項式時間。但當 k > 2，辨別一個圖是否為 k-分圖卻是NP完全的 。不過，在一些圖論的應用場合中，給計算器處理 k-分圖會包含 k 個部份的劃分，比如說各個部分所代表的是不同類型的物件。例如可以用三分圖做大眾分類法的數學模型，三個部份分別為系統的使用者、系統擁有的資料來源、使用者給資料來源的標籤。
一個完全 k-分圖是一個 k-分圖，其中兩點若屬於相異的部分則必相鄰。該圖的記為一個大寫 K，在下標標註個部份的頂點數，並用英文逗號分開。例如 K2,2,2 可以想成正八面體的頂點和邊，其中三個獨立集使三組對頂點。所有的完全 k-分圖統稱為完全多分圖。圖蘭圖是一種特殊的完全多分圖，其中各部分的頂點數至多差 1。